# Kościół Trójcy Świętej w Smołdzinie
Kościół Trójcy Świętej – rzymskokatolicki (pierwotnie luterański) kościół parafialny należący do parafii pod tym samym wezwaniem (dekanat Główczyce diecezji pelplińskiej).
Jest to świątynia ufundowana przez Księżnę Gryfitkę, konsekrowana została w dniu 16 października 1632 roku. W XIX wieku kościół był kilkakrotnie przebudowywany, w 1818 roku władze pruskie wyasygnowały 430 talarów na jego remont. Około 1828 roku została rozebrana wieża świątyni i przedłużono ją w stronę północno - zachodnią. Na przełomie lat 30-40 XIX wieku zostały wzniesione chór i empory, zamontowane zostały organy, zostało umieszczonych 49 odnowionych obrazów z pierwotnego stropu, namalowanych zapewne przez dwóch słupskich malarzy - Foxkircha i Licfota. Następna rozbudowa świątyni została wykonana w 1874 roku, wówczas dostawiono dwa boczne skrzydła, które utworzyły transept, z kolei nawa główna została zwieńczona małą wieżyczką nakrytą łupkiem. Budowla ma cenne, zabytkowe wyposażenie: wczesnobarokowy ołtarz oraz ambonę. W ołtarzu głównym jest umieszczony obraz „Ecce Homo” ukazujący Chrystusa w koronie cierniowej. Z lewej i prawej strony ołtarza w ozdobnych uszakach znajdują się portrety księżnej Anny pomorskiej i jej syna Ernesta Bogusława von Croy. Do innych ciekawych obiektów można zaliczyć chrzcielnicę z XVII wieku, parę ołtarzowych świeczników cynowych z 1637 roku wykonanych przez konwisarza Marcina Pregera ze Słupska na polecenie księżnej Anny pomorskiej, dzwon spiżowy odlany w 1706 roku pochodzący z pracowni Michała Wittwercka z Gdańska, wieloramienny świecznik brązowy ufundowany przez Jakuba Lagritza ze Słupska. Podobno ostatnie książki słowińskie zostały dla ocalenia zamurowane w podziemiach świątyni. Ze Smołdzinem i świątynią związana jest osoba pastora Michała Mostnika.

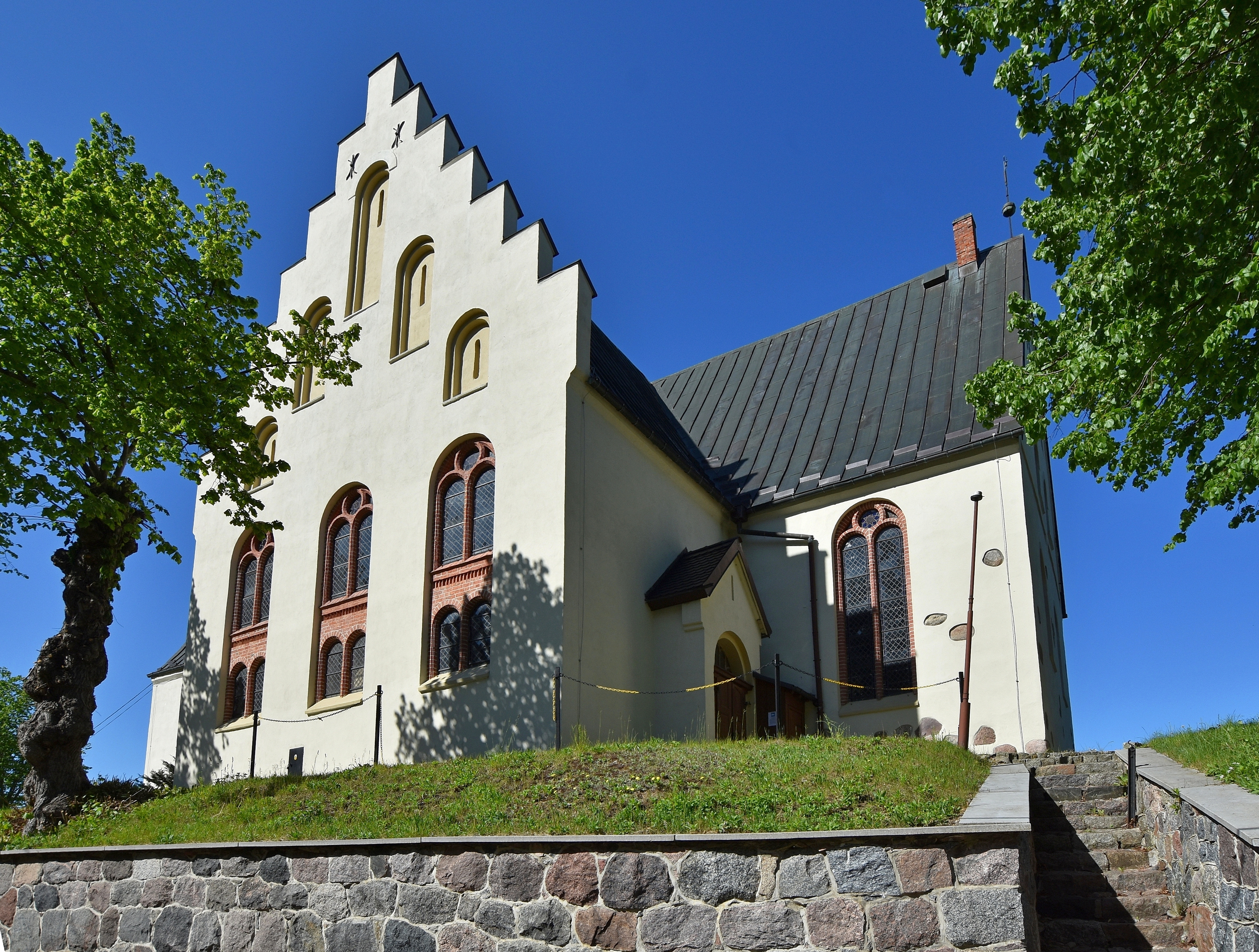
Elewacja boczna
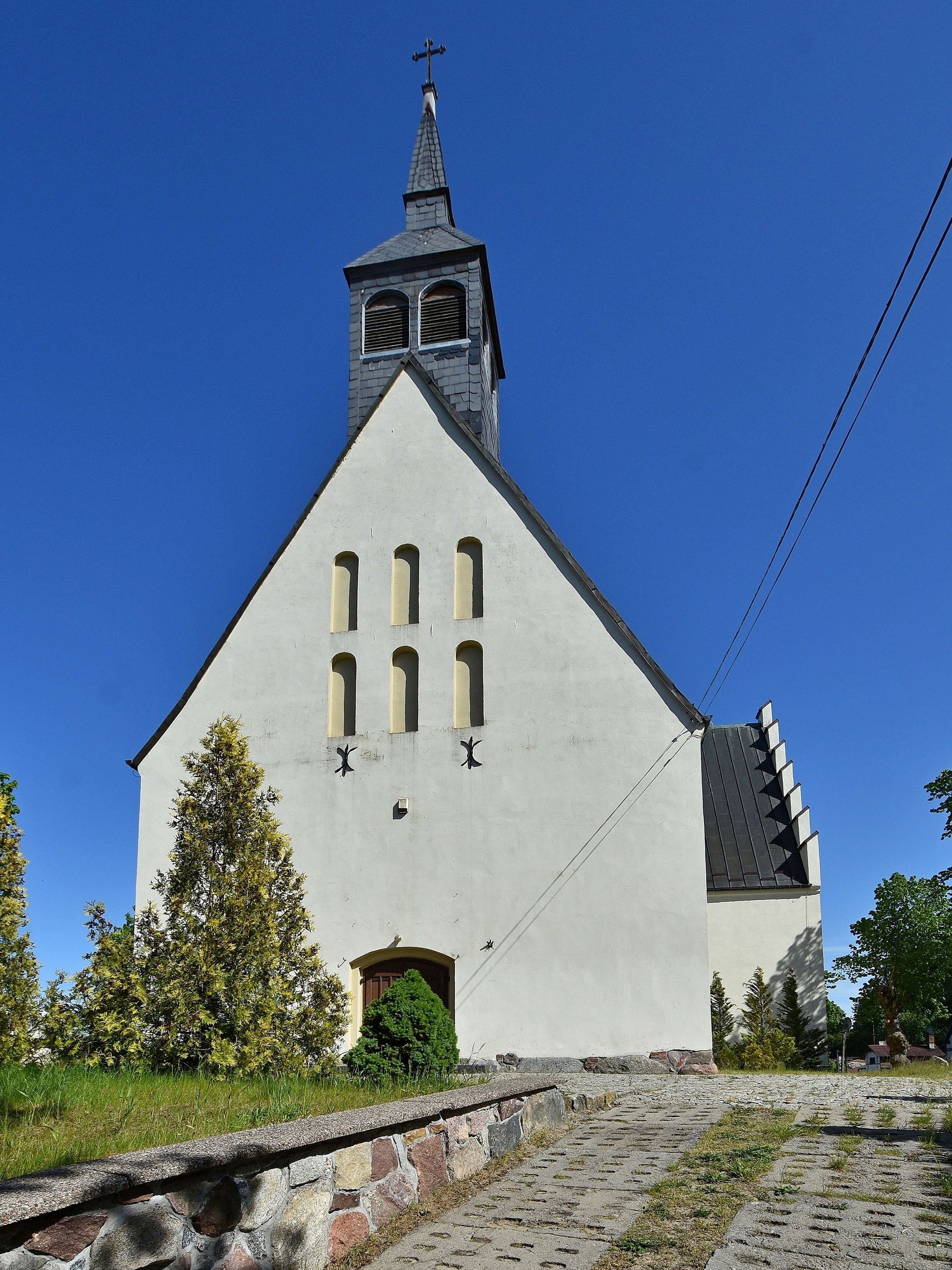
Elewacja frontowa
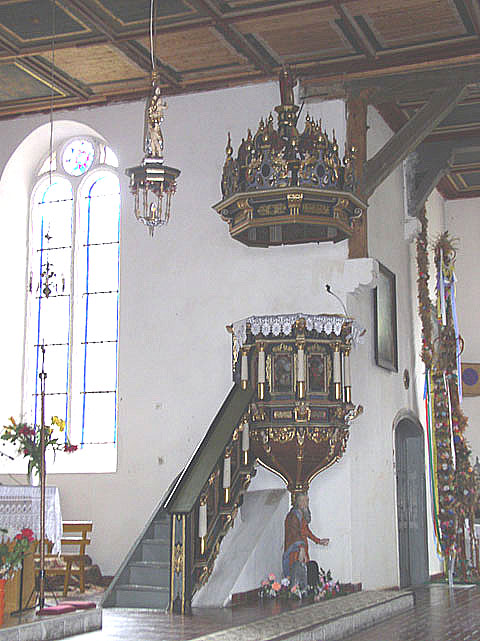
Ambona